# Methotrexat
Methotrexat (MTX) ist ein strukturelles Analogon der Folsäure (Vitamin B9). Es inhibiert (hemmt) als Folsäure-Antagonist kompetitiv und reversibel die Enzyme Dihydrofolat-Reduktase (DHFR) und Thymidilat-Synthase. Der Wirkstoff wird als Zytostatikum (Antimetabolit) in der Chemotherapie und als Basistherapie (DMARD) in viel niedrigeren Dosen bei vielen der 400 verschiedenen rheumatischen Erkrankungen wie der rheumatoiden Arthritis eingesetzt.
Methotrexat als typischer Folsäure-Antagonist und Chemotherapeutikum bei Krebs entstand aus der Zusammenarbeit von Sidney Farber und dem Chemiker Yellapragada Subbarow (die als ersten Folsäure-Antagonisten Aminopterin einsetzten).

## Anwendung
Methotrexat wird vor allem bei schweren Erkrankungen eingesetzt. Zur Anwendung kann der Arzneistoff je nach Indikation entweder peroral (p.o.), intravenös (i.v.), intraarteriell (i.a.), subkutan (s.c.), intrathekal, intravitreal oder als intramuskuläre Injektion (i. m.) verabreicht werden. Es sollte eine Darreichungsform mit der niedrigsten möglichen Konzentration verwendet werden. Die Berechnung der Dosis muss bei jedem Patienten mit besonderer Sorgfalt erfolgen. Intrathekal dürfen nur Verdünnungen methotrexathaltiger Arzneimittel angewendet werden, die eine Methotrexat-Konzentration von 5 mg/ml nicht überschreiten.
Bei Anwendung von hochdosiertem Methotrexat (mehr als 500 mg/m² KOF) ist die zeitlich in definierten Abständen erfolgende Gabe von Folinsäure (ein Antagonist und Antidot von Methotrexat) zwingend, da ansonsten schwere Komplikationen drohen. Auch niedrig dosiertes Methotrexat erfordert manchmal eine zusätzliche Therapie mit Folinsäure/Folsäure. Eine ausreichende Flüssigkeitszufuhr (meistens intravenös bis zu 3000 ml/m² KOF/Tag) ist ebenfalls sehr wichtig zur Gewährleistung einer regelrechten Ausscheidung von Methotrexat. Zusätzlich wird der Harn stark alkalisiert, da die Löslichkeit von MTX aufgrund des Glutaminsäurerestes stark pH-abhängig ist. Bei einer Methotrexat-Vergiftung (beispielsweise bei Nicht-Ausscheiden von Methotrexat über die Niere) ist die Gabe des Methotrexat-spaltenden Enzyms Carboxypeptidase G2 erfolgreich. Diese baut MTX durch Abspaltung des Glutaminsäurerestes zu einem Metaboliten ab. Da die Wasserlöslichkeit dieses Metaboliten allerdings auch niedrig ist und weiterhin auch das Antidot Calciumfolinat abgebaut wird, wird diese Notfallbehandlung noch kritisch diskutiert.

### Krebserkrankungen
Der Einsatz von Methotrexat bei Krebserkrankungen erfolgt fast immer in Kombination mit anderen Zytostatika. Zumeist wird Methotrexat dabei als intravenöse Infusion verabreicht. Subkutane Injektionen und intrathekale Gaben sind aber auch möglich. Methotrexat wird bei nachfolgenden Krebserkrankungen eingesetzt:
- Akute lymphatische Leukämie (ALL) – Kinder und Erwachsene
- Urothelkarzinom der Harnblase
- Mammakarzinom
- Medulloblastom, Ependymom – Kinder und Erwachsene
- Meningeosis carcinomatosa, Befall des Zentralnervensystems (Gehirn, Rückenmark)
- Non-Hodgkin-Lymphom (NHL) – Kinder und Erwachsene
- Osteosarkom – Kinder und Erwachsene

Bei den Tumorerkrankungen wird Methotrexat zumeist hochdosiert als intravenöse Infusion eingesetzt. Eine Verabreichung von Methotrexat in das Nervenwasser (intrathekal) wird entweder zur Vorbeugung oder zur Behandlung eines Befalls des Zentralnervensystems (Gehirn, Rückenmark) durch eine ALL oder ein NHL durchgeführt. Beim Medulloblastom und Ependymom erfolgt der Einsatz von Methotrexat sowohl als intravenöse Infusion als auch als intrathekale Gabe.
In der Dauertherapie der akuten lymphatischen Leukämie sowie bestimmter Non-Hodgkin-Lymphome werden auch Methotrexat-Tabletten verabreicht (1-mal wöchentlich).

### Autoimmunerkrankungen
Bei Autoimmunerkrankungen wird Methotrexat niedrig dosiert eingesetzt, um eine krankhafte Aktivität (Überaktivität) des Immunsystems zu unterdrücken bzw. zu modifizieren. Methotrexat kommt als Medikament der zweiten Stufe dann zum Einsatz, wenn die Medikamente der ersten Stufe (zum Beispiel Cortison) nicht ausreichen oder das Cortison wegen seiner Nebenwirkungen in der Dauertherapie als Immunsuppressivum ersetzt werden soll. Die Menge an Methotrexat, die bei Autoimmunerkrankungen eingesetzt wird, ist meist sehr viel niedriger als die in der Therapie von Tumoren benötigte. So wird Methotrexat zur Behandlungen rheumatischer Erkrankungen nur einmal wöchentlich verordnet. Bei versehentlich zu häufiger Einnahme kann es zu Vergiftungen mit Todesfolge (infolge der gestörten DNA-Synthese mit Knochenmarksdepression, Leukopenie oder Agranulozytose) kommen. Methotrexat gehört zu den wichtigen Basismedikamenten bei entzündlich-rheumatischen Erkrankungen und kann, bei regelmäßiger Kontrolle der Blutwerte und der Organfunktion, über viele Jahre gegeben werden.
- Rheumatoide Arthritis
- Juvenile idiopathische Arthritis
- Systemischer Lupus Erythematodes (SLE)
- Systemische Sklerose (Sklerodermie)
- Polymyositis-Dermatomyositis
- Psoriasis
- Multiple Sklerose
- Myasthenia gravis
- Uveitis
- Morbus Crohn
- Eosinophile Granulomatose mit Polyangiitis (EGPA)
- Morbus Boeck
- Morbus Bechterew
- Rezidivierende Polychondritis
- Colitis ulcerosa (als Reservemedikament bei Azathioprin-Unverträglichkeit)
- Polymyalgia rheumatica
- Riesenzellarteriitis
- Vaskulitis
- Morbus Still

### Extrauteringravidität
Methotrexat kann auch zur medikamentösen Beendigung einer Extrauteringravidität angewandt werden, da es auf sich schnell teilende Zellen wie diejenigen des Embryo hemmend wirkt. Die Dosierung ist dabei viel niedriger als in der Krebstherapie.

## Nebenwirkungen
Wie bei anderen Zytostatika auch, leiten sich die Nebenwirkungen vor allem von den hemmenden Auswirkungen auf sich schnell teilende Körperzellen ab. Sie sind jedoch sehr viel stärker bei hochdosierter Gabe bei Tumoren als bei niedrigdosierter, manchmal langjähriger Gabe bei rheumatischen Erkrankungen.
- Infektanfälligkeit
- Hepatopathie
- Lungenfibrose, Alveolitis, Pleuraerguss[15]

weiterhin können auftreten:
- Magen-Darm-Trakt: Übelkeit, Erbrechen, Diarrhoe, gastrointestinale Blutungen
- Blutbildendes System: Anämie, Leukopenie
- Keimzellen: Störung in der Spermatogenese und der weiblichen Eizelle
- Haarausfall
- Schädigungen innerer Organe, vor allem bei längerer Gabe: Nierenschädigung, Blasenschädigung, Schleimhautentzündungen
- Störungen im Zentralnervensystem

## Fertilität
Bei Frauen wird die Fertilität durch eine Methotrexat-Therapie nicht beeinträchtigt. Bei Männern kann die Spermienzahl verringert sein. Dies normalisiert sich jedoch nach Absetzen des Medikaments.

## Schwangerschaft, Stillzeit und Kinderwunsch
Eine Schwangerschaft muss bei der Behandlung mit MTX ausgeschlossen sein, da Schäden im Erbgut auftreten können. Störungen bei der Bildung von Spermien und Eizellen sind möglich, daher muss während der Behandlung und nach Abschluss der Behandlung für die folgenden drei bis sechs Monate die Empfängnisverhütung gewährleistet sein.
Als Antidot steht die Folinsäure, Carboxypeptidase G2 und Glucarpidase zur Verfügung.

## Handelsnamen
Monopräparate
Bendatrexat (D), Ebetrexat (A), Lantarel (D), Metex (D), Nordimet (D), Metoject (A, CH), Neotrexat (D), zahlreiche Generika (D, A, CH)